# Bernhard Krämer (Mediziner)
Bernhard Krämer (* 28. Juli 1957 in Heidelberg) ist ein deutscher Internist, Nephrologe und Hochschullehrer.

## Leben
Bernhard Krämer schloss sein Studium der Humanmedizin 1983 an der Julius-Maximilians-Universität Würzburg ab, im gleichen Jahr erlangte er seine Approbation als Arzt. Nach seiner Promotion an der Medizinischen Fakultät wechselte er 1984 als wissenschaftlicher Angestellter der Abteilung Innere Medizin III an die Medizinische Universitätsklinik Tübingen. Von 1989 bis 1990 folgte ein Forschungsaufenthalt am Brigham and Women’s Hospital der Harvard Medical School in Boston/Massachusetts (USA).
1992 habilitierte Krämer im Fach Innere Medizin an der Medizinischen Fakultät der Eberhard Karls Universität Tübingen. Im selben Jahr übernahm er den Aufbau und die Leitung der Abteilung Nephrologie der Klinik und Poliklinik für Innere Medizin II des neu gegründeten Universitätsklinikums Regensburg. Drei Jahre später leitete er auch das neu gegründete Transplantationszentrum. 1998 folgte der Ruf auf die Universitätsprofessur für Innere Medizin mit Schwerpunkt Nephrologie an der Medizinischen Fakultät und die Ernennung zum Universitätsprofessor auf Lebenszeit.
Zum Direktor der Medizinischen Klinik I (Allgemeine Innere, Nephrologie, Gastroenterologie, Pneumologie) des Marienhospitals Herne, Klinikum der Ruhr-Universität Bochum, und Lehrstuhlinhaber für Innere Medizin/Nephrologie an der Ruhr-Universität Bochum wurde Krämer 2008 ernannt. Im April 2010 wechselte er als Direktor der V. Medizinischen Klinik (Nephrologie, Hypertensiologie, Endokrinologie, Diabetologie, Rheumatologie) an das Universitätsklinikum Mannheim. Gleichzeitig wurde er auf den Lehrstuhl für Innere Medizin mit dem Schwerpunkt Nephrologie der Medizinischen Fakultät Mannheim der Universität Heidelberg berufen.

## Arbeitsschwerpunkte
Bernhard Krämer ist Facharzt für Innere Medizin mit dem Schwerpunkt Nephrologie und Transplantationsmedizin. Zudem absolvierte er die Weiterbildung „Spezielle Internistische Intensivmedizin“. Seine Arbeitsschwerpunkte liegen in der Nephrologie (Mitautor des Buchs „Referenz Nephrologie“), der Nierenlebendspende und Nierentransplantation (hier ist er als Experte an der Richtlinie der Bundesärztekammer für die Wartelistenführung und Organvermittlung zur Nierentransplantation beteiligt), in Autoimmunerkrankungen wie Vaskulitiden und Kollagenosen insbesondere mit Nierenbeteiligung, der Dialysebehandlung und der Behandlung von Bluthochdruckerkrankungen.

## Forschungsschwerpunkte
Wissenschaftlich beschäftigt sich Krämer mit seiner Arbeitsgruppe vor allem mit der Nierentransplantation, kardiovaskulären und renalen Risikoprädiktoren, der diabetischen Nephropathie, der ANCA-assoziierten Vaskulitis und der Hypertonieforschung.

## Mitgliedschaften
Bernhard Krämer ist Mitglied in folgenden Fachgesellschaften und Gremien:
- Deutsche Gesellschaft für Nephrologie
- Deutsche Transplantationsgesellschaft (Generalsekretär 2003–2009)[15]
- Deutsche Hochdruckliga
- Deutsche Gesellschaft für Innere Medizin
- European Renal Association/European Dialysis and Transplantation Association
- European Society of Hypertension
- European Society of Organ Transplantation
- The Transplantation Society
- Wissenschaftlicher Beirat der Deutschen Nierenstiftung[16]
- Vorsitzender des Stiftungsrats der Deutschen Hypertonie Stiftung (DHS)[17]